# Константий Захариадис
Константий (на гръцки: Κωνστάντιος) е гръцки духовник, митрополит на Вселенската патриаршия.

## Биография
Роден е в 1830 година със светското име Константинос Захариадис или Газис (Κωνσταντίνος Ζαχαριάδης, Γαζής) в Синоп. В 1856 година завършва Семинарията на Халки, като преди това е ръкоположен за дякон. От 1856 до 1863 година е секретар в Никомидийската митрополия при митрополит Дионисий. В 1863 година става архидякон на Амасийската митрополия. През ффевруари 1865 година става втори патриаршески дякон, а на 2 април 1870 година – велик архидякон.
На 18 април 1873 година е избран за касандрийски митрополит пред епископите Климент Клавдиуполски и Генадий Хариуполски. На 19 април е ръкоположен за свещеник от митрополит Софроний Иконийски. На 22 април 1873 година в патриаршеската катедрала „Свети Георги“ в Цариград е ръкоположен за касандрийски митрополит от патриарх Антим VII Константинополски в съслужение с митрополитите Дионисий Никомидийски, Григорий Търновски, Паисий Видински, Серафим Артенски, Доротей Еноски, Мелетий Рашко-призренски, Антим Белградски и Григорий Ганоски и Хорски.
На катедрата в Полигирос остава до 14 април 1892 година, когато е преместен за митрополит на Силиврийската епархия в Силиврия. На 7 септември 1900 година е преместен като глава на Маронийската епархия. Подава оставка през ноември 1902 година.
Умира в Цариград на 6 януари 1908 година.